# Tony Cox (színművész)
Joseph Anthony Cox (Uniontown, Alabama, 1957. március 31. –) amerikai színész, aki olyan filmekben szerepelt, mint a Tapló télapó, a Csajozós film és a Katasztrófafilm. Ezek mellett több videoklipben is feltűnt.

## Élete
Az alabamai Uniontown-ban született Henrietta Cox-Penn és Joe Cox gyermekeként. Gyerekkorát is itt töltötte. Tíz éves korára lelkes dobos lett. A középiskolában ismerte meg Oteliát, akivel 1981-ben házasságot kötött.
Érettségi után az Alabamai Állami Egyetemen folytatta tanulmányait. Eleinte zenét akart tanulni.
Ezután a színészet kezdte érdekelni, miután látta az alacsony növésű Billy Barty színészt. Rokonai és barátai bátorítására 18 éves korában Los Angelesbe költözött.

## Filmográfia

### Film
| Év   | Magyar cím                                                | Eredeti cím                            | Szerep                         | Magyar hang     |
| ---- | --------------------------------------------------------- | -------------------------------------- | ------------------------------ | --------------- |
| 1980 | Dr. Heckyl és Mr. Hype – Ronda vagyok, de hódítani akarok | Dr. Heckyl and Mr. Hype                | Bad William                    |                 |
| 1981 |                                                           | Nice Dreams                            | Törpemogyoró                   |                 |
| 1981 | Eszelős hajsza                                            | Smokey Bites the Dust                  | Ügyintéző                      |                 |
| 1981 | A szivárvány alatt                                        | Under the Rainbow                      | Hotel vendég                   |                 |
| 1982 |                                                           | Penitentiary 2                         | Törpe                          |                 |
| 1982 |                                                           | Jekyll and Hyde...Together Again       | Lawn Jockey #1                 |                 |
| 1983 | Star Wars VI. rész – A Jedi visszatér                     | Return of the Jedi                     | Ewok                           |                 |
| 1986 | Támadók a Marsról                                         | Invaders from Mars                     | Drón                           |                 |
| 1986 |                                                           | Captain EO (rövidfilm)                 | Hooter                         |                 |
| 1986 |                                                           | Hollywood Zap!                         | Kong                           |                 |
| 1987 | Parkolóház                                                | Valet Girls                            | Sammy Rodenko                  |                 |
| 1987 | Űrgolyhók                                                 | Spaceballs                             | Dink                           |                 |
| 1987 |                                                           | Retribution                            | Hotel rezidens                 |                 |
| 1988 | Beetlejuice – Kísértethistória                            | Beetlejuice                            | Miniszter                      | Varga Tamás     |
| 1988 | Willow                                                    | Willow                                 | Nelwyn harcos                  |                 |
| 1988 | Nyasgem!                                                  | I'm Gonna Git You Sucka                | Wayne Evans                    |                 |
| 1988 | Parádés páros                                             | Rented Lips                            | Tyrell                         |                 |
| 1988 | Bird – Charlie Parker élete                               | Bird                                   | Pee Wee Marquette              |                 |
| 1990 |                                                           | Spaced Invaders                        | Pez tizedes                    |                 |
| 1990 | Rockula                                                   | Rockula                                | Big Al                         | Teizi Gyula     |
| 1991 | Bill és Ted haláli túrája                                 | Bill & Ted's Bogus Journey             | Station                        |                 |
| 1991 |                                                           | The Dark Backward                      | Human Xylophone                |                 |
| 1992 | Idióták bolygója                                          | Mom and Dad Save the World             | Blaaatt                        |                 |
| 1994 | A báránysültek hallgatnak                                 | The Silence of the Hams                | Törpe őr                       | Szokol Péter    |
| 1994 | Gyilkos kobold 2.                                         | Leprechaun 2                           | Afrikai-amerikai kobold        | Nagy Viktor     |
| 1994 | Szupermanus                                               | Blankman                               | Törpe                          | Koncz István    |
| 1994 |                                                           | Ghoulies IV                            | Ghoulie Dark                   |                 |
| 1995 | Végre péntek                                              | Friday                                 | Mr. Parker                     |                 |
| 1995 | Fantasztikusok                                            | The Fantasticks                        | Bajor baba asszisztens         |                 |
| 2000 | Én és én meg az Irén                                      | Me,Myself & Irene                      | Limuzinsofőr                   | Szokol Péter    |
| 2003 | Tapló télapó                                              | Bad Santa                              | Marcus Skidmore                | Fesztbaum Béla  |
| 2003 | Héber pöröly                                              | The Hebrew Hammer                      | Jamal                          | Fesztbaum Béla  |
| 2005 | Elbaltázott éjszaka                                       | Back By Midnight                       | Smitty börtönőr                | Kapácsy Miklós  |
| 2006 | Csajozós film                                             | Date Movie                             | Hitch                          | Kerekes József  |
| 2006 |                                                           | National Lampoon's TV: The Movie       | Stubbs                         |                 |
| 2007 | Bazi nagy film                                            | Epic Movie                             | Bink                           |                 |
| 2007 |                                                           | Who's Your Caddy ?                     | Big Willie Johnson             |                 |
| 2008 | Katasztrófafilm                                           | Disaster Movie                         | Indiana Jones                  | Szokol Péter    |
| 2008 | A lehúzás                                                 | The Hustle                             | Biggy                          | Szokol Péter    |
| 2010 | A harcos útja                                             | The Warrior's Way                      | Eight-Ball                     | Szokol Péter    |
| 2010 | Félédes álom                                              | Meet Monica Velours                    | Állatsimogató klub tulajdonosa | Szokol Péter    |
| 2011 | 301, avagy Maxiplusz, a legnagyobb római                  | The Legend of Awesomest Maximus        | Etnikumusz                     | Elek Ferenc     |
| 2012 | Partysaurus Rex (rövidfilm)                               | Partysaurus Rex                        | Chuck E. Duck (hangja)         |                 |
| 2012 | Csajok, puskák és a Király                                | Guns, Girls and Gambling               | Kicsi Elvis                    | Szokol Péter    |
| 2013 |                                                           | White T                                | Fejvadász                      |                 |
| 2013 | Óz, a hatalmas                                            | Oz the Great and Powerful              | Knuck/Sourpuss                 | Szacsvay László |
| 2015 | Különös varázs                                            | Strange Magic                          | Manó (hangja)                  |                 |
| 2015 |                                                           | The Heyday of the Insensitive Bastards | Mr. Chubb                      |                 |
| 2016 | Tapló télapó 2.                                           | Bad Santa 2                            | Marcus Skidmore                | Fesztbaum Béla  |

### Videójáték
| Év   | Cím                                  | Szerep    | Megjegyzés |
| ---- | ------------------------------------ | --------- | ---------- |
| 1994 | Loadstar: The Legend of Tully Bodine | Csapos #1 |            |

### Videóklipek
| Év   | Cím                             | Szerep            | Előadó       |
| ---- | ------------------------------- | ----------------- | ------------ |
| 1996 | "California Love"               | Törpe katona      | Tupac Shakur |
| 2000 | "Breakout"                      | limuzin sofőr     | Foo Fighters |
| 2002 | "From tha Chuuuch to da Palace" | Törpe rendőrtiszt | Snoop Dogg   |
| 2004 | "Just Lose It"                  | Marcus Skidmore   | Eminem       |